# Spencer Kimball
Spencer Kimball é um programador de computador, empresário e executivo de negócios americano. Ele é o CEO da Cockroach Labs , uma empresa que ajudou a fundar em 2015. Seu trabalho como programador inclui a criação do GNU Image Manipulation Program (GIMP), enquanto ainda estava na faculdade,e contribuir para o desenvolvimento do código fonte de CockroachDB , o software homônimo da Cockroach Labs. Além da Cockroach Labs, Kimball estava envolvido na fundação de outras startups de tecnologia , incluindo WEGO e Visor.

## Juventude e educação
Kimball frequentou a Universidade da Califórnia em Berkeley. Enquanto ainda era estudante em 1995, ele desenvolveu a primeira versão do GNU Image Manipulation Program (GIMP) como um projeto de classe, junto com seu companheiro de quarto Peter Mattis. Kimball também foi um membro do clube de estudante em Berkeley chamado eXperimental Computing Facility (XCF). Durante seu tempo com XCF, ele co-escreveu o código para GIMP. Kimball disse em 1999 que "Desde a primeira linha de código-fonte até a última, GIMP sempre foram minhas dívidas pagas ao movimento do software livre. Depois de usar emacs, gcc, Linux, etc., eu realmente senti que tinha uma dívida com a comunidade que tinha, em grande parte, em forma o meu desenvolvimento de computação". Se formou em ciência da computação pela Berkeley em 1996.

## Carreira
Kimball saiu da faculdade para o trabalho e, principalmente, terminou seu relacionamento com a comunidade de desenvolvimento do GIMP. Ele co-fundou a WEGO, uma empresa de fornecimento de ferramentas para a construção de comunidades na web, em 1998 e serviu como co-CTO da empresa. Enquanto em XCF, ele conheceu Gene Kan, que também era membro, e os dois mais tarde iriam começar trabalhando juntos em um programa de compartilhamento de arquivos da rede Gnutella, o open source Unix/Linux gnubile cliente. Em 2000, ele criou uma versão baseada na web do GIMP, OnlinePhotoLab.com, que foi de curta duração. A tecnologia foi posteriormente reutilizada nas ferramentas de manipulação de imagem on-line da Ofoto.
Kimball começou a trabalhar com o Google em Mountain View, em 2002 e mudou-se para os escritórios do Google New York em 2004. Como um dos engenheiros do Google, ele ajudou a liderar Colossus, uma nova versão do Google File System. Ele também trabalhou em o Mecanismo de Servlet Google.
Em janeiro de 2012, Kimball lançou a empresa Visor, junto com Mattis e Brian McGinnis. A empresa desenvolveu um aplicativo que permitia aos usuários de mídias sociais compartilhar fotos, conversar em particular, e procurar a história da foto sem sair do app. A empresa foi adquirida pela Square, Inc. em dezembro de 2013. Kimball se mudou para o escritório de Nova York onde se tornou um membro sênior da equipe de East Coast da empresa.
Enquanto no Google, Kimball usou um banco de dados conhecido como BigTable e seguiu o desenvolvimento de sua próxima geração, conhecida como Spanner. O banco organiza dados entre milhares de servidores para permitir que os aplicativos do Google fiquem on-line, mesmo que todo um centro de dados fique offline. Kimball queria usar este software, mas descobriu que não havia nada disponível fora do Google tanto como software fechado ou open-source com capacidades semelhantes. Ele pediu a ajuda de Mattis, junto com o membro da equipa ex-Google Reader Ben Darnell. Eles formaram a empresa Cockroach Labs para fornecer suporte comercial para o CockroachDB, um projeto open source que começou no GitHub em fevereiro de 2014. Kimball serve como chefe-executivo da empresa e também contribui para o desenvolvimento de código-fonte do CockroachDB.

## Vida pessoal
O nome "Spencer" vem de seu bisavô, Spencer W. Kimball, que foi o décimo segundo presidente da Igreja de Jesus Cristo dos Santos dos Últimos Dias.